# Hasselburg (Flechtingen)
Hasselburg ist ein Ortsteil der Gemeinde Flechtingen im Landkreis Börde in Sachsen-Anhalt. Der Ortsteil hatte am 31. Dezember 2014 83 Einwohner.

## Geografie
Hasselburg liegt im Nordwesten des deutschen Bundeslandes Sachsen-Anhalt, am Nordrand des Flechtinger Höhenzuges. Der Ortsteil ist 1,9 Kilometer von Flechtingen Ort entfernt und wird umgeben von landwirtschaftlichen Flächen, die in östlicher Richtung einen bis zu zwei Kilometer breiten Keil in den Flechtinger Forst treiben. Im Norden befinden sich der Calvörder Forst und die Calvörder Berge. Hasselburg befindet sich auf 98 Meter Seehöhe.

## Geschichte
Der stets weniger als 200 Einwohner zählende Ort gehörte seit dem 14. Jahrhundert zum Machtbereich der brandenburgischen Markgrafen, ging aber im 16. Jahrhundert in den Besitz des Erzstiftes Magdeburg über. Nach dessen Säkularisation 1680 übernahmen das Herzogtum Magdeburg und ab 1701 Königreich Preußen die Herrschaft. Zwischen 1806 und 1813 lag der Ort im Herrschaftsbereich des napoleonischen Königreiches Westphalen unter Jérôme Bonaparte und war dem Kanton Calvörde zugeordnet. Nach den Befreiungskriegen führte Preußen eine Verwaltungsreform durch, mit der Hasselburg dem Landkreis Gardelegen zugeordnet wurde. 
Bis 1820 betrieb die Adelsfamilie Schenk von Flechtingen ein Gut in Hasselburg. Danach veräußerte sie es an die Freiherren von Spiegel zum Diesenberg. Diese erbauten 1870 ein als Jagdschloss Hasselburg bezeichnetes Gutshaus, das sie jedoch nicht selbst bewohnten, da die Spiegels seit längerem als Domherren in Halberstadt ansässig waren und zudem ihre Sommerresidenz im nahen Seggerde hatten. Sie nutzten das Hasselburger Gutshaus lediglich zur Jagd, worauf die Bezeichnung „Jagdschloss“ zurückgeht. Im Übrigen diente es dem Gutsverwalter als Unterkunft. Zwischen 1854 und 1880 waren die Grafen von Alvensleben Gutsherren, danach fiel der Besitz wieder an die Freiherren von Spiegel zurück. Nach dem Tode des Werner Friedrich Julius Stephan von Spiegel überschrieb dessen Ehefrau das Gut 1890 an ihren Schwager Eduard von Davier, dessen Nachkommen bis 1945 Gutsherren auf Hasselburg waren. Besonders unter seinem Sohn Karl von Davier entwickelte sich das Gut um die Jahrhundertwende zu einem musterhaft modernen Landwirtschaftsbetrieb. 1910 hatte der zu dieser Zeit administrativ noch eigenständige Gutsbezirk 64 Einwohner, während die Kommunalgemeinde Hasselburg lediglich 44 Einwohner zählte. Am 30. September 1928 wurde der Gutsbezirk Hasselburg mit der Landgemeinde Hasselburg vereinigt. 1933 hatte sich die Einwohnerzahl der Gemeinde auf 199 erhöht. 
Gegen Ende des Zweiten Weltkrieges geriet Hasselburg Anfang 1945 in das von der US-Armee eroberte Gebiet, wurde aber am 1. Juli 1945 der Sowjetischen Besatzungszone übergeben. Die sowjetischen Besatzungsbehörden ordneten noch im gleichen Jahr eine Bodenreform an, mit der der letzte Gutsherr Volrath von Davier enteignet und die Ländereien an Neubauern vergeben wurden. Das Gutshaus wurde von der Gemeinde übernommen und in der Folge als Bibliothek, Schwesternstation, Verkaufsstelle, Gaststätte und Wohnhaus genutzt. Mit der DDR-Gebietsreform von 1952 kam Hasselburg zum Kreis Haldensleben. Im Zuge der Verstaatlichung der DDR-Landwirtschaft wurde auch in Hasselburg von bisher privaten Bauern Anfang der 1950er Jahre eine Landwirtschaftliche Produktionsgenossenschaft (LPG) gegründet. Bis 1960 gab es im Ort noch sechs privat wirtschaftende landwirtschaftliche Betriebe, die jedoch bis zum Jahresende zum Beitritt in die LPG gezwungen wurden. 1964 hatte Hasselburg 245 Einwohner. Am 1. Januar 1972 wurde der Ort in die Gemeinde Flechtingen eingemeindet.